# 拜爾維爾 (亞利桑那州)
拜爾維爾（英語：Beyerville）是位於美國亞利桑那州聖克魯斯縣的一個人口普查指定地區。根據2010年美國人口普查，該地人口為177人，而該地的面積約為0.86平方千米。

## 地理
拜爾維爾的座標為31°23′25″N 110°52′42″W / 31.39028°N 110.87833°W，而該地最高點為海拔高度1110米（即3641英尺）。